# Index per l'inclusione
L'Index per l'inclusione è un testo di Tony Booth e Mel Ainscow, pubblicato per la prima volta nel Regno Unito nel 2000, usato come strumento per promuovere l'inclusione nella scuola, previa autoanalisi di tutti i suoi aspetti.
L'inclusione è un'impresa collettiva, condivisa e la promozione dell'apprendimento e della partecipazione così come la lotta alla discriminazione sono un compito che non ha mai fine, poiché "coinvolge tutti in funzione della riflessione e della riduzione degli ostacoli che noi ed altri abbiamo creato e continuiamo a creare".

## Storia
Il volume è il frutto di una ricerca triennale condotta dal Centre for Studies on Inclusive Education, condotta in particolare dal direttore Mark Vaughan e da Mel Ainscow. La ricerca coinvolse insegnanti, famiglie ed addetti ai lavori della Gran Bretagna, in una sperimentazione in diverse scuole pilota dell'Inghilterra. Nel 2000 venne pubblicata la prima edizione. Nel 2004 e nel 2006 sono state curate edizioni calibrate per scuole dell'infanzia e asili nido. Sulla base dei feedback nel suo utilizzo su larga scala, l'Index è stato rivisto e aggiornato fino alla terza edizione del 2011.

## Uso
L'Index per l'inclusione è stato concepito come uno strumento tramite cui le scuole (su iniziativa di singoli o di gruppi) possono operare un'auto-analisi del proprio grado di inclusività e apportare cambiamenti alla propria organizzazione per accrescere l'inclusione di tutti i suoi membri, minori e adulti, al proprio interno. Secondo gli autori non sussiste differenza tra inclusione sociale e inclusione a livello scolastico. La concezione di inclusione sottesa nell'opera implica il superamento della logica integrazionista con cui i sistemi di istruzione moderni tendono a gestire la diversità, in particolare nei confronti di disabilità e multiculturalità; la mancanza di inclusione sociale e/o di successo scolastico di un alunno non dipenderebbe da un deficit a lui interno, ma da un difetto nell'organizzazione della scuola e delle sue pratiche didattiche, definibile come «ostacoli all'apprendimento e alla partecipazione».
A livello didattico, l'Index propone anche una radicale revisione dei curricoli, con un superamento della classica sistematizzazione disciplinare che approdi a un «curricolo basato sui diritti globali»: alimentazione, acqua, abbigliamento, alloggio/costruzioni, trasporti, salute e relazioni, ambiente, energia, comunicazione e tecnologia, letteratura, arte e musica, lavoro e attività.
Siamo all'interno di un processo che va oltre la logica dei numeri e delle tecniche, ma, al tempo stesso che non nega l'esistenza di bisogni legati alle singolarità. Li fa uscire dal bozzolo (vuoto in quanto isolato) dell'individualità/ismo (speciali/tà/ismi) e li rende davvero universali; non li tratta come problemi ma come istanze paradigmatiche dell'essere al mondo e nel mondo.

## Contenuto
Il volume si compone di cinque sezioni.
La prima parte offre una panoramica sullo strumento. La seconda parte declina la serie di valori inclusivi a cui si ispirano gli autori, una selezione frutto di dibattito e ricerca. Uguaglianza, partecipazione, comunità, sostenibilità, rispetto per la diversità sono selezionati come cinque valori fondamentali, a cui si aggiungono diritti, non violenza, fiducia, empatia, onestà, coraggio, gioia, amore, speranza/ottimismo e bellezza. I ricercatori individuano un nesso tra il tema dell'inclusione e il tema della sostenibilità ambientale e globale. Da questa base ogni scuola è chiamata a elaborare un quadro negoziato di propri valori.
La terza parte illustra le fasi secondo cui ogni scuola può lavorare sui materiali dell'Index: cominciare ad utilizzarlo (I), analizzare la scuola (II), elaborare un progetto di sviluppo (III), passare all'azione (IV) e rivedere lo sviluppo del processo (V) per poi tornare a ri-analizzare l'istituto, in un «processo inesauribile».
La quarta parte contiene i materiali veri e propri, suddivisi in tre dimensioni, corrispondenti agli obiettivi principali dell'Index:
- A) creare culture inclusive
- B) creare politiche inclusive
- C) sviluppare pratiche inclusive

ciascuna suddivisa in due sezioni. Ogni sezione prevede una serie di indicatori, tra i 4 e 15, che enumerano i criteri in base ai quali una scuola può essere considerata inclusiva secondo la proposta dei redattori. L'analisi di ciascun indicatore è favorita da una serie di domande-stimolo da cui far partire la riflessione e la discussione a livello personale o dei gruppi di lavoro. 
La quinta parte offre questionari da somministrare al personale, agli alunni e alle famiglie per vagliare la percezione dell'inclusione nella scuola e stabilire priorità d'intervento.

## Accoglienza e diffusione
La pubblica amministrazione britannica inviò una copia della prima edizione dell'Index in ogni istituto della Gran Bretagna.
Al 2008 risale la prima edizione italiana. Nel 2014, il volume era stato tradotto in 37 lingue. Con il sostegno dell'UNESCO, sono state sviluppate versioni dedicate a paesi in via di sviluppo.